# Peter Brunius

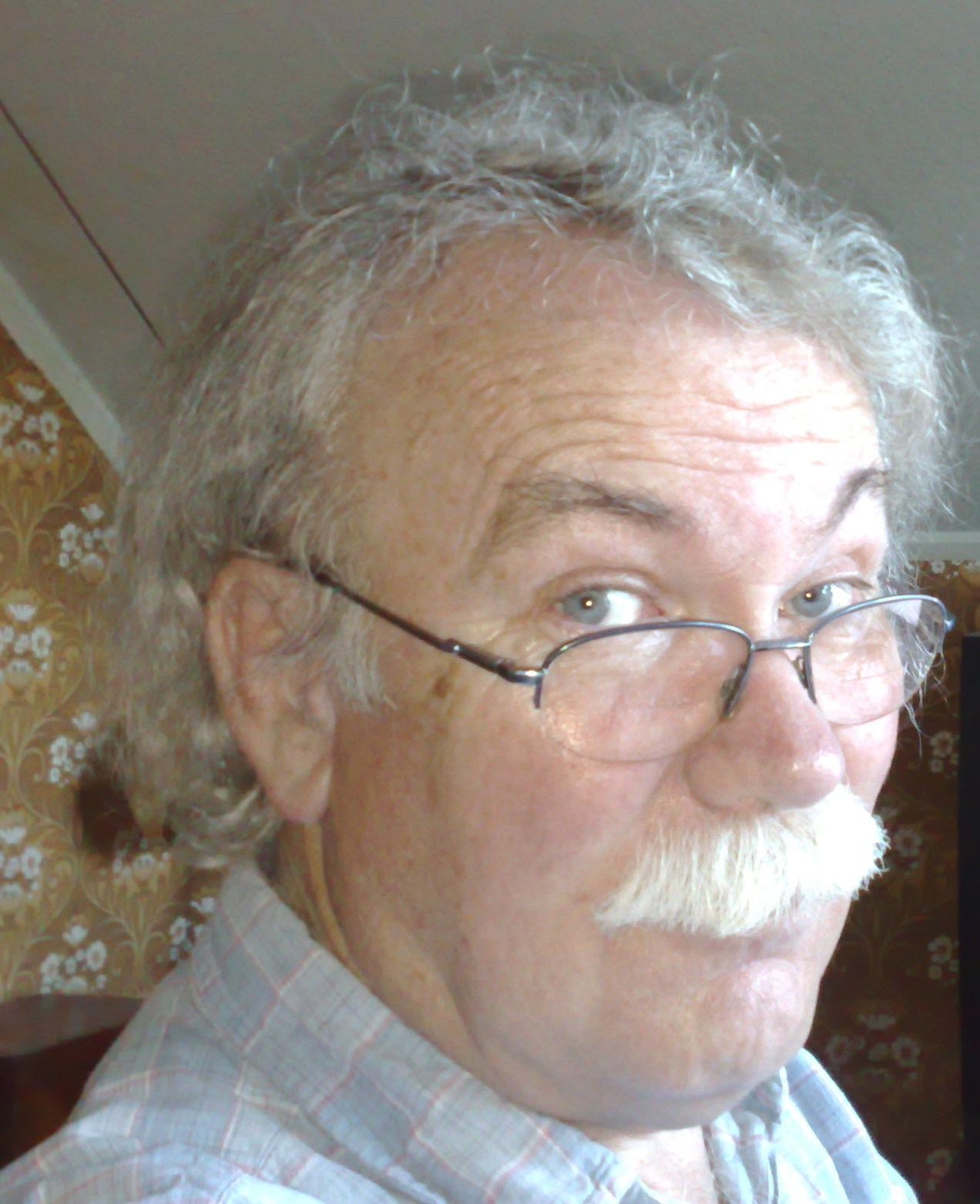
Peter Gomer Brunius.

Peter Gomer Brunius, född 28 augusti 1942, är en svensk konstnär och musiker. 
Brunius är son till konstnären Göran Brunius och uppvuxen i Hagalund i Solna samt i Marocko. Efter utbildning vid Bath Academy of Art och därefter Konstfack, hade han  tillfälliga arbeten på Sundsvallsbanken, Gummelius annonsbyrå, som sjuksköterska på Södersjukhuset i Stockholm och som lärarvikarie och studiecirkelledare. 
Han började ställa ut i mitten på 60-talet på flera av Stockholms dåvarande gallerier. Representerad på Museum of Modern Art Kansas City, servicecentrum Askersund, förskolan i Gärsnäs, bussterminalen i Ceuta samt i flera skånska hem. Efter 28 år på Österlen bor han numera i Bollstabruk i Ådalen. Målar i olja, natur, djur och porträtt. 
Brunius var under många år sångare och trummis i Pelles kapell, en kvartett som spelade örhängen från 40- till 60-tal.